# ویکی‌پدیا ۲۷۴۳۰۱
ویکی‌پدیا ۲۷۴۳۰۱ (نامگذاری‌های موقت:۲۰۰۸ کیوایچ ۲۴، ۲۰۰۷ اف‌کا ۳۴، ۱۹۹۷ آراُ ۴)سیارکی است که در کمربند سیارک‌ها می‌چرخد. این سیارک در اوت ۲۰۰۸ در رصدخانه شهر آندروشیوکای کشور اکراین کشف شد.
و در ژانویه ۲۰۱۳ به افتخار دانشنامه آنلاین ویکی‌پدیا نامیده شد.

## کشفور اوکر
- فهرست سیارک‌ها